# 레네 마리아 크리스텐센
레네 마리아 크리스텐센(덴마크어: Lene Maria Christensen, 1972년 4월 10일 ~ )은 덴마크의 배우이다.

## 출연 작품
- 블랙메일 (2019)
- 섬머 오브 92 (2015)
- 더 카르텔 (2014)
- 올모스트 퍼펙트 (2012)
- 노스웨스트 (2012)
- 마리 크뢰이어 (2012)
- 가족(영어판) (2010)
- 잔인한 이웃 (2008)
- 오프스크린 (2006)
- 닌 (2005)
- 브라더스 (2004)
- 덴마크식 러브 스토리 (2003)